# Bermudamysis speluncola
Bermudamysis speluncola е вид ракообразно от семейство Mysidae. Видът е критично застрашен от изчезване.

## Разпространение
Разпространен е в Бермудски острови.